# Rama Ier
Pour les articles homonymes, voir Rama.
Buddha Yodfa Chulaloke ou Rama Ier le Grand, est roi de Thaïlande du 6 avril 1782 au 7 septembre 1809 ; il est le fondateur de la dynastie Chakri toujours régnante aujourd'hui.
Rama Ier naît sous le nom de Thong Duang le 20 mars 1737 à Ayutthaya. Il est le fils de Phra Aksorn Sundara Smiantra, un noble du royaume d'Ayutthaya. Après son éducation dans un temple bouddhiste, son père l'envoie servir d'écuyer pour le roi Utumporn, et c'est à ce moment qu'il rencontre Sin, qui devient son ami et sera plus tard le roi Taksin, son prédécesseur sur le trône. Après la chute d'Ayutthaya en 1767, il rejoint les rangs du roi Taksin sous le nom de Chao Phraya Chakri. 
Général de l'armée siamoise, il conquiert Vientiane en 1778 et 1779 et met le pays sous le joug du roi Taksin. Il enlève le Bouddha d'émeraude pour l'installer à Thonburi. En 1782, quand le roi Taksin est déclaré fou et exécuté après un coup d'État, il fait mettre à mort le fils du monarque et s'empare du pouvoir : il est couronné le 7 avril 1782 et fonde ainsi la dynastie Chakri. Cette date est maintenant un jour férié en Thaïlande.
Le roi Rama Ier poursuit la tâche de Taksin d’administrer le pays nouvellement réunifié ; il restaure les traditions nationales en récupérant les textes bouddhistes perdus après le saccage d'Ayutthaya. Il construit aussi la nouvelle capitale Bangkok (Khrungthep Maha Nakhon en thaï) ainsi que le temple destiné au Bouddha d'émeraude (1784). Il instaure un nouveau code de lois, le Livre des Trois Sceaux. La littérature étant sa passion, il adapte à la culture thaïe l'épopée du Ramayana sous le titre de Ramakien.
La guerre contre la Birmanie se poursuit sous son règne : les armées du roi Bodawpaya tentent à deux reprises de s'emparer à nouveau d'Ayutthaya, en 1785 et 1808. En 1785, une armée dirigée par le frère du roi Rama Ier, le vice-roi Boworn Maha Surasinghanat, envahit et conquiert Pattani. Des trophées de guerre (deux pièces d'artillerie de siège nommées Seri Patani et Seri Negara) sont envoyés à Bangkok. Cependant, le Seri Negara est perdu en mer lors du transport. De son côté, Rama Ier soutient une révolte du gouverneur de Tavoy en 1791, dans l'espoir de reprendre le Tenasserim perdu trente ans plus tôt. Les négociations qui s'ensuivent en 1793 se concluent par l'attribution définitive de la côte du Tenasserim à la Birmanie.
Le nom de Bouddha Yodfa Chulaloke lui est donné à titre posthume par le roi Rama III, Nangklao.